# FC Zhashtyk-Ak-Altyn Kara-Suu
El FC Zhashtyk-Ak-Altyn Kara-Suu es un equipo de fútbol con sede en Kara-Suu, Kirguistán que milita en la Liga de fútbol de Kirguistán, la liga de fútbol más importante del país.

## Historia
Son el único equipo en la historia del fútbol a aparecer en seis finales de Copa consecutivas y perder todas ellas. También son uno de los dos clubes más importantes del mundo para bajar los 7 finales nacionales de copa que asistieron sin ganar una copa nunca. Su nombre significa la juventud de oro blanco de Kara-Suu, Kara-Suu significa agua negro.
El equipo fue disuelto en el año 2005 por problemas financieros, pero regresó con su nombre actual. Ha sido campeón de liga en 5 ocasiones y ha sido campeón de Copa 8 veces en 9 finales jugadas.
A nivel internacional ha participado en 1 torneo continental, en la Copa de Clubes de Asia del año 1995, donde fue eliminado en la Ronda Clasificatoria.

### Nombres utilizados
- 1993: Fundado como FC Aka-Atyn Kara-Suu.
- 1994: Renombrado FC Ak-Altyn Kara-Suu.
- 1997: Renombrado FC Zhashtyk Osh.
- 1998: Renombrado FC Zhashtyk-Ak-Altyn Kara-Suu.

## Palmarés
- Liga de fútbol de Kirguistán: 1

2003
- Copa de Kirguistán: 0

(7 finales disputadas: 2001, 2002, 2003, 2004, 2005, 2006, 2008)
- AFC Champions League: 1 participación

2003: Qualifying West - 2. Ronda